# Zords in Power Rangers: Zeo
De Zords gebruikt in Power Rangers: Zeo werden gemaakt door Zordon en Trey of Triforia. Ze verbleven het grootste deel van de tijd in een hangar onder de Power Chamer, totdat ze nodig waren.

## Zeozords
De Zeozords zijn de primaire Zords van de Zeo Rangers. Deze zords werden gemaakt door Billy Cranston en Alpha 5. Alle zords zijn gebaseerd op wezens/bouwwerken uit mythologie.
- Tommy Oliver (Zeo Ranger V) bestuurde Zeozord V, gebaseerd op een Fenix.

- Adam Park (Zeo Ranger IV) bestuurde Zeozord IV, gebaseerd op Taurus the Bull.

- Rocky DeSantos (Zeo Ranger III) bestuurde Zeozord III gebaseerd op de Sfinx.

- Tanya Sloan (Zeo Ranger II) bestuurde Zeozord II, gebaseerd op een Dogu.

- Katherine Hillard (Zeo Ranger I) bestuurde Zeozord I gebaseerd op een Moai.

Zeozords II en I konden niet zelf bewegen. IN gevechten trok Taurus Zeozord II voort en Sfinx Zeozord I. Nadat de rangers de Super Zeozords kregen, die veel bruikbaarder waren, werden de Zeozords nauwelijks nog gebruikt. Nadat de Rangers nieuwe Turbozords kregen werden de Zeozords helemaal niet meer gebruikt. Vermoedelijk staan ze nog steeds in hun hangar in de bergen.
Er is echter een populair gerucht over een mini-aflevering getiteld "Scorpion Rain", die zich zou afspelen tussen Power Rangers Zeo en Turbo: A Power Rangers Movie. In deze aflevering zouden de Zeozords zijn vernietigd door Serpentera.

### Zeo Megazord
De vijf Zeozords konden combineren tot de Zeo Megazord Zeozords I ed II vormden de onderkant van de benen, IV de bovenkant van de benen en het middel, III de torso en armen en V het hoofd en de meest gebruikte helm. In tegenstelling tot vorige megazords kon de Zeo Megazord vijf verschillende helmen dragen. De meest gebruikte formatie had de helm van Zeo Zord V. De megazord was gewapend met de Zeo Megazord Saber. Andere wapens afhankelijk van de helmen waren:
- Zeo V Battle Helmet (van Zeozord V) gaf toegang tot Zeo Megazord mode; de standaard mode.
- Zeo IV Battle Helmet (van Zeozord IV) gaf toegang tot Zeo Gravity Power.
- Zeo III Battle Helmet (van Zeozord III) gaf toegang tot Zeo Pyramid Power.
- Zeo II Battle Helmet (van Zeozord II) gaf toegang tot Zeo Jet Mode.
- Zeo I Battle Helmet (van Zeozord I) gaf toegang tot Zeo Cannon Mode.

## Red Battlezord
De Red Battlezord werd gemaakt door Billy Cranston met behulp van de Battle Borg technologie die hij kreeg van de Aquitian Rangers. Als gevolg moest de Zord worden bestuurd door Tommy Oliver via telepathie. De Zeo Battlezord heeft geen zwaard of andere handwapens maar een set van zes laserpistolen op elke voorarm.
De Red Battlezord lijkt sterk op een boxer. De besturing met telepathie maakt hem echter gevaarlijk om te gebruiken. Als Tommy de Zord niet goed genoeg onder controle kan houden kan deze op hol slaan.
De Red Battlezord overleefde de serie (ook de “fictieve” mini-aflevering) en staat nog steeds in de hangar.

### Zeo Megabattlezord
De Battlezord kon combineren met de Zeo Megazord om de Zeo Megabattlezord te vormen. De combinatie was afhankelijk van de Red Battlezord en daarmee Tommy’s concentratie. De Zeo Megabattlezord is minder mobiel dan de twee losse Zords, maar wel een stuk sterker.

## Pyramidas
Pyramidas was het enorme piramidevormige ruimteschip van Trey of Triforia en later Jason. Het kon veranderen in een mensachtige vorm die vele malen groter was dan de andere Zords. Pyramidas kon zowel de Zeozords als Super Zeozords in zich opslaan. Toen Trey aan het eind van Power Rangers: Zeo zijn krachten terugkreeg, vertrok hij weer naar Triforia en nam Pyramidas met zich mee.

### Zeo Ultrazord
De Zeo Ultrazord kon op twee manieren worden gevormd: Carrier Mode of Warrior Mode. In Carrier Mode veranderde Pyramidas in een plateau waar de vijf Zeozords en de Red Battlezord op konden rijden. In Warrior Mode werden de Zeozords opgeslagen in Pyramidas en nam de Red Battlezord plaats bovenop hem. In Warrior Mode was de Zeo Ultrazord bijna vier keer zo groot als een normale Megazord.

### Super Zeo Ultrazord
In feite hetzelfde principe als de Zeo Ultrazord, maar dan uitgevoerd met de Super Zeozords in plaats van de Zeozords.

## Super Zeozords
Voordat Trey of Triforia de Aarde verliet om te genezen van zijn verwondingen gaf hij de Rangers iets wat hij al millennia beschermde: de Super Zeo Gems. Deze edelstenen gaven toegang tot de Super Zeozord vloot. Elek Zord in deze vloot was een mensachtige robot bewapend met hetzelfde wapen als de Ranger die hem bestuurde. De Super Zeozords staan nu nog steeds in de hangar en worden niet meer gebruikt.

### Super Zeo Megazord
De Super Zeozords konden combineren tot de Super Zeo Megazord. De Super Zeo Megazord was gewapend met twee zwaarden. Super Zeozord 1 vormde de voeten, Super Zeo Zord 2 de armen, hoofd en schouders, Super Zeo Zord 3 het middel en de bovenste benen, Super Zeo Zord 4 de onderste benen, en Super Zeo Zord 5 vormde de torso.

## Warrior Wheel
Terwijl Pyramidas in reparatie was op Triforia, stuurde Trey Jason het Warrior Wheel om hen te helpen. Warrior Wheel heeft twee vormen: een enorm wiel dat door de Megazords kan worden gebruikt als wapen en een eigen megazord vorm. Het is niet bekend of Warrior Wheel later door Trey weer meegenomen is naar Triforia of dat hij nog steeds in de hangar staat opgeslagen.